# Djursvik
Djursvik är en småort i Söderåkra socken i Torsås kommun i Kalmar län.